# Dragan Đilas
Dragan Đilas, en serbe cyrillique Драган Ђилас (né en 1967 à Belgrade, Serbie, Yougoslavie), est un homme d'affaires et un homme politique serbe. De mai 2007 à juin 2008, il est ministre sans portefeuille, chargé de la coordination du plan national d'investissement dans le second gouvernement du premier ministre Vojislav Koštunica. Il est maire de Belgrade entre le 19 août 2008 et le 20 novembre 2013. Il est membre du Parti de la liberté et de la justice (SSP).

## Débuts
Dragan Đilas suit des études supérieures à la Faculté de génie mécanique de l'Université de Belgrade. Il travaille en tant que journaliste à Radio Index et, en 1989, il est l'un des fondateurs de Radio B92, où il est par la suite devenu éditorialiste. 
Đilas joua un rôle actif dans la lutte contre le régime de Slobodan Milošević, notamment en dirigeant les manifestations étudiantes de 1991 et 1992. Entre 1996 et 2000, il participe à de nombreux rassemblements de l'opposition. 

## Carrière politique
Malgré son engagement précoce, Dragan Đilas commence officiellement sa carrière politique en 2004 en rejoignant le Parti démocratique (DS).
Le 1er octobre 2004, il devient le premier directeur de la Chancellerie nationale (en serbe : Народна канцеларија et Narodna kancelarija), une institution créée par le président de la république de Serbie Boris Tadić ; la Chancellerie était conçue comme un moyen de rapprocher la présidence et les citoyens de Serbie.

## L'homme d'affaires
Depuis 2001, Dragan Đilas possède avec d'autres une société appelée Direct Media, qui vend des espaces publicitaires sur divers médias informatiques en Serbie. La société offre également des droits de publicité lors d'événements sportifs de premier plan, comme la Coupe du monde, les Jeux olympiques ou encore le Championnat du monde de basket-ball.

## Vie privée et autres activités
Dragan Đilas est le fondateur et le vice-président de l'association humanitaire Naša Srbija (« Notre Serbie »), une organisation qui œuvre pour les orphelins des guerres de Yougoslavie. 